# 童铠
童铠（1931年9月12日—2005年8月10日），江苏泰州人，卫星导航测控与卫星应用专家，中国工程院院士。
1997年，获选中国工程院信息与电子工程学部院士。